# Hymns from Nineveh
Hymns from Nineveh er et soloprojekt med den danske guitarist og sanger Jonas Petersen, der tager sit udgangspunkt i folk tilsat naivistiske popmelodier.

## Historie
Jonas Petersen var både front- og bagmand i indiepopgruppen Attrap, som havde nogen succes på P3's Elektriske Barometer i sensommeren 2006 med nummeret 1234. Da Attrap omkring sommeren 2007 valgte at holde pause på ubestemt tid, startede Jonas soloprojektet Hymns from Nineveh.
Allerede i efteråret 2007 skrev Hymns from Nineveh kontrakt med det uafhængige pladeselskab Good Tape Records, hvor første udspil blev jule-ep'en Uncomplicated Christmassongs, der udkom 30. november 2009. Den egentlige debut udkom den 21. februar 2011 med det selvbetitlede album Hymns from Nineveh. Allerede den 22. november 2011 var bandet igen på banen med et helt album kaldet Endurance In Christmas Time, der indeholdt remastererede udgaver af de fem numre fra Uncomplicated Christmassongs samt 8 nye numre. Musikbladet GAFFAs skribenter udnævnte det selvbetitlede debutalbum som årets bedste danske album i 2011.
Hymns from Nineveh har blandt andet spillet koncerter på Rust, Øst for Paradis, Spot Festival, Roskilde Festival, i Vestre Fængsel og til Golden Days festival.

## Medlemmer
- Jonas Petersen (vokal, guitar)

Liveband:
- Nikolaj Paakjær: Piano, orgel og synth
- Carl Andreas Brixen: Trommer
- Jakob Brixen: Elektrisk guitar, banjo og shahi baaja (en form for indisk citar) (til 2015?)
- Jacob Haubjerg: Elbas

## Diskografi
- Uncomplicated Christmassongs EP (Good Tape Music, 2009)
- Hymns from Nineveh CD/LP/download (Good Tape Music, 2011)
- Endurance In Christmas Time CD/download (Good Tape Music, 2011) - LP (Playground Music, 2016)
- Visions CD/LP/download (Parlophone Music, 2013)
- Sunday Music CD/LP/download (Playground Music, 2016)
- Sindets Asyl CD/LP/download (Okavango Records, 2020)
- Julekassen CD/download (Okavango Records, 2021)